# Promozione Calabria 1976-1977
Nella stagione 1976-1977 la Promozione era il quinto livello del calcio italiano (il massimo livello regionale). Qui vi sono le statistiche relative al campionato in Calabria.
Il campionato è strutturato in vari gironi all'italiana su base regionale, gestiti dai Comitati Regionali di competenza. Promozioni alla categoria superiore e retrocessioni in quella inferiore non erano sempre omogenee; erano quantificate all'inizio del campionato dal Comitato Regionale secondo le direttive stabilite dalla Lega Nazionale Dilettanti, ma flessibili, in relazione al numero delle società retrocesse dal Campionato Interregionale e perciò, a seconda delle varie situazioni regionali, la fine del campionato poteva avere degli spareggi sia di promozione che di retrocessione.

## Squadre partecipanti
- F.C. Calcio Acri, Acri (CS)
- A.S. Bovalinese, Bovalino (RC)
- A.S.D. Castrovillari Calcio, Castrovillari (CS)
- U.S. Giovanile Crotone, Crotone
- La Sportiva Cariatese, Cariati (CS)
- C.C. Palmi, Palmi (RC)
- U.S.D. Paolana, Paola (CS)
- S.S. Polistena, Polistena (RC)
- U.S. Praia, Praia a Mare (CS)

- U.S. Pro Pellaro, Pellaro di Reggio Calabria
- Pol. Rossanese, Rossano (CS)
- U.S. Soverato Frama, Soverato (CZ)
- S.S. Trebisacce, Trebisacce (CS)
- S.S. Tropea, Tropea, Tropea (VV)
- Vigor Nicastro, Lamezia Terme (CZ)
- F.C. Vigor Palmese, Palmi (RC)

## Classifica finale
|  | Pos. | Squadra               | Pt | G  | V  | N  | P  | GF | GS | DR  |
|  | ---- | --------------------- | -- | -- | -- | -- | -- | -- | -- | --- |
|  | 1.   | Vigor Nicastro        | 45 | 30 | 19 | 7  | 4  | 49 | 22 | +27 |
|  | 2.   | Trebisacce            | 41 | 30 | 16 | 9  | 5  | 54 | 23 | +31 |
|  | 3.   | Vigor Palmese         | 37 | 30 | 14 | 9  | 7  | 34 | 27 | +7  |
|  | 4.   | Paolana               | 36 | 30 | 15 | 6  | 9  | 44 | 26 | +18 |
|  | 5.   | Rossanese             | 33 | 30 | 12 | 9  | 9  | 32 | 26 | +6  |
|  | 5.   | Polistena             | 33 | 30 | 10 | 13 | 7  | 29 | 25 | +4  |
|  | 7.   | Acri                  | 32 | 30 | 11 | 10 | 9  | 35 | 25 | +10 |
|  | 8.   | Soverato Frama        | 30 | 30 | 11 | 8  | 11 | 44 | 36 | +8  |
|  | 8.   | Praia                 | 30 | 30 | 11 | 8  | 11 | 31 | 35 | -4  |
|  | 10.  | Bovalinese            | 29 | 30 | 12 | 5  | 13 | 24 | 26 | -2  |
|  | 11.  | Pro Pellaro           | 28 | 30 | 10 | 8  | 12 | 27 | 33 | -6  |
|  | 12.  | Palmi                 | 26 | 30 | 9  | 8  | 13 | 39 | 40 | -1  |
|  | 12.  | La Sportiva Cariatese | 26 | 30 | 7  | 12 | 11 | 35 | 39 | -4  |
|  | 12.  | Castrovillari         | 26 | 30 | 9  | 8  | 13 | 33 | 43 | -10 |
|  | 15.  | Giovanile Crotone     | 20 | 30 | 8  | 4  | 18 | 31 | 50 | -19 |
|  | 16.  | Tropea (-2)           | 6  | 30 | 1  | 6  | 22 | 15 | 80 | -65 |